# Москвич-410
Москвич-410 — радянський повнопривідний автомобіль, що випускався в 1957— 1961 рр. на Московському заводі малолітражних автомобілів (МЗМА). Фактично був повнопривідним варіантом седанів Москвича-402 і Москвича-407 з посиленим кузовом й іншими доопрацюваннями, орієнтованим для потреб сільських жителів. У 1959—1960 рр. випускався також повнопривідний універсал Москвич-411. Випуск повнопривідних автомобілів на МЗМА був згорнутий на початку 1960-х через недостатність виробничих потужностей у зв'язку зі зростанням експортної програми «Москвич-407». Всього у 1957—1961 рр. було виготовлено 11 890 автомобілів сімейства «Москвич-410», з них близько 1,5 тис. універсалів «Москвич-411».

## Особливості конструкції
«Москвич-410», на відміну від «402-ї» моделі отримав посилений кузов, кермовий механізм від ГАЗ-М20, масляний радіатор, оригінальний передній привідний міст із шарнірами рівних кутових швидкостей типу «Бендікс-вейсс», двоступеневу роздаткову коробку з ручним включенням, залежну передню підвіску на поздовжніх ресорах і гідравлічні амортизатори типу важеля (що краще витримували бруд, на відміну від телескопічних на базовій моделі). Були також застосовані шини збільшеного розміру 6,40—15" зі спеціальним «всюдихідним» малюнком протектора, що дозволило збільшити дорожній просвіт до 220 мм, як у ГАЗ-69 і підвищило прохідність. Автомобіль міг долати брід до 0,3 м і підйому крутизною до 33 градусів. Модернізований в 1958 році «Москвич-410Н» і універсал «Москвич-411», виробництво якого почалося роком пізніше, отримали новий потужніший двигун і 4-ступеневу КПП від «Москвича-407». Передавальне число редуктора головної передачі заднього моста було зменшене (при цьому силовий діапазон трансмісії зріс із 8,25 до 8,9), що збільшило максимальну швидкість на 10 км/год.

## Модифікації
- Москвич-410 (1957—1958) — базовий седан із кузовом і двигуном від «Москвич-402»;
- Москвич-410Н (1958—1961) — модернізований седан із кузовом і двигуном від «Москвич-407»;
- Москвич-411 (1959—1961) — універсал із кузовом від «Москвич-423Н»;
- Москвич-431 (1960) — фургон із кузовом від «Москвич-430», був виготовлений єдиний дослідний зразок.

## В ігровій і сувенірній індустрії
У грудні 2011 року в рамках проекту «Автолегенди СРСР» 49-м номером вийшла модель автомобіля «Москвич-410» темно-зеленого кольору.